# Gora Storozhevaja
Gora Storozhevaja är ett berg i Antarktis. Det ligger i Östantarktis. Australien gör anspråk på området. Toppen på Gora Storozhevaja är 377 meter över havet.
Terrängen runt Gora Storozhevaja är platt åt nordost, men åt sydväst är den kuperad. Trakten är obefolkad. Det finns inga samhällen i närheten.